# Saxifraga omolojensis
Saxifraga omolojensis är en stenbräckeväxtart som beskrevs av A.P. Khokhryakov. Saxifraga omolojensis ingår i Bräckesläktet som ingår i familjen stenbräckeväxter. Inga underarter finns listade i Catalogue of Life.